# Inés Suárez
Inés Suárez, född 1507 i Plasencia, Extremadura, Spanien, död 1580 i Santiago, Chile, var en spansk conquistador. Hon hade ett förhållande med conquistadoren Pedro de Valdivia och deltog vid hans sida i erövringen av Chile. Hon deltog i politiska förhandlingar och är berömd för sitt försvar av staden Santiago 1541.

## Fotnoter
1. ↑  Gemeinsame Normdatei, Deutsche Nationalbibliotheks katalog-id-nummer: 1227062507749153-1, läst: 13 augusti 2015.[källa från Wikidata]
2. 1 2  Bibliothèque nationale de France, BnF Catalogue général : öppen dataplattform, id-nummer i Frankrikes nationalbiblioteks katalog: 15009449g, läst: 10 oktober 2015.[källa från Wikidata]
3. ↑  MAK, PLWABN-ID: 9810661207605606.[källa från Wikidata]